# فرهنگ تاریخی سوئیس

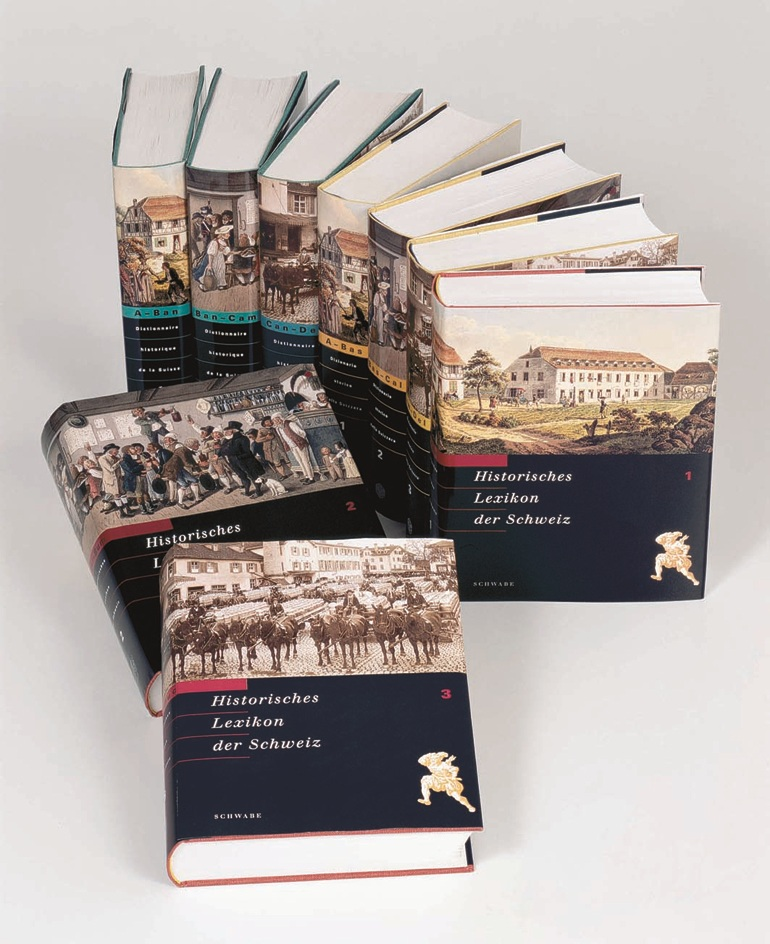
جلدهای اول تا سوم فرهنگ تاریخی سوئیس به زبان‌های آلمانی، فرانسوی و ایتالیایی

فرهنگ تاریخی سوئیس (به فرانسوی: Dictionnaire historique de la Suisse، اختصار: DHS) دانشنامه‌ای دربارهٔ تاریخ سوئیس است که نتایج پژوهش‌های تاریخیِ جدید را در دسترس مخاطبان عام قرار می‌دهد.
متن کاملِ این دانشنامه تاکنون به چهار زبانِ آلمانی، فرانسه، ایتالیایی و رومانش (زبان‌های ملی و رسمی در سوئیس) چاپ و منتشر شده است.

## یادداشت
1. ↑  به آلمانی: Historische Lexikon der Schweiz، اختصار: HLS
2. ↑  به ایتالیایی: Dizionario storico della Svizzera، اختصار: DSS
3. ↑  به انگلیسی: Historical Dictionary of Switzerland